# Arichanna lapsariata
Arichanna lapsariata är en fjärilsart som beskrevs av Walker 1862. Arichanna lapsariata ingår i släktet Arichanna och familjen mätare. Inga underarter finns listade i Catalogue of Life.